# ديرك مارسيليس
ديرك مارسيليس (بالهولندية: Dirk Marcellis)‏ هو لاعب كرة قدم هولندي في مركز قلب الدفاع ولد في يوم 13 أبريل 1988 في بلدة هورست آن دي ماس في هولندا، يلعب حالياً مع بي إي سي زفوله وسبق له اللعب مع إن أي سي بريدا وإي زد ألكمار وبي إس في إيندهوفن وفي في في فينلو كما لعب مع منتخب هولندا لكرة القدم ولعب أيضاً مع منتخب هولندا الأولمبي في دورة الألعاب الأولمبية في بكين عام 2008 ويبلغ طوله 181 سم.

## روابط خارجية
- ديرك مارسيليس على موقع الاتحاد الدولي (مؤرشف)  (الإنجليزية)
- ديرك مارسيليس على موقع قاعدة بيانات كرة القدم.إي يو (الإنجليزية)
- ديرك مارسيليس على موقع ناشيونال فوتبول تيمز (الإنجليزية)
- ديرك مارسيليس على موقع Soccerway.com (الإنجليزية)
- ديرك مارسيليس على موقع عالم كرة القدم.نت (الإنجليزية)
- ديرك مارسيليس على موقع أوليمبيديا (الإنجليزية)
- ديرك مارسيليس على موقع AS.com (الإسبانية)